# Joseph Ninon
Joseph Ninon est un homme politique français né le 23 mars 1769 à Moncrabeau (Lot-et-Garonne) et décédé le 24 octobre 1834 au même lieu.

## Biographie
Fils de Pierre Ninon, marchand et de Marianne Claverie, neveu du conventionnel Jean-Baptiste-Joseph Claverye, il est maire de Moncrabeau et conseiller général. Il est sous-préfet de Nérac sous le Premier Empire et député de Lot-et-Garonne en 1815, pendant les Cent-Jours.

## Sources
- « Joseph Ninon », dans Adolphe Robert et Gaston Cougny, Dictionnaire des parlementaires français, Edgar Bourloton, 1889-1891 [détail de l’édition]